# ترس (فیلم ۱۹۷۸)
ترس (به انگلیسی: Terror) فیلمی در ژانر ترسناک به کارگردانی نورمن جی. وارن است که در سال ۱۹۷۸ منتشر شد. از بازیگران آن می‌توان به ویلیام راسل، پیتر میهیو، روی اوانس و جیمز اوبری اشاره کرد.